# Play (aerolínea)
Fly Play.hf (estilizado como PLAY ) es una aerolínea islandesa de bajo costo con sede en la capital del país, Reykjavík. Opera una flota de aviones Airbus A320neo y A321neo con un centro de operaciones en el Aeropuerto Internacional de Keflavík.
La aerolínea es sucesora de la ya extinta WOW Air.

## Historia
En julio de 2019, dos exejecutivos de WOW air, Arnar Már Magnússon y Sveinn Ingi Steinþórsson, anunciaron la formación de una nueva aerolínea, tentativamente llamada WAB air ("We Are Back").  Avianta Capital, un fondo de inversión irlandés propiedad de Aislinn Whittley-Ryan (hija de Michael Kell Ryan, uno de los fundadores de Ryanair) tenía una participación del 75%;  el resto estaba en manos de Neo, una empresa fundada por Magnússon y Steinþórsson.  La compañía tenía como objetivo operar seis aviones a 14 destinos en Europa y Estados Unidos, con un objetivo de un millón de pasajeros en el primer año. La nueva empresa solicitó un certificado de operador aéreo (AOC) de la Autoridad de Transporte de Islandia.
En noviembre de 2019, WAB air pasó a llamarse Play y se inició la contratación de personal operativo.  La aerolínea anunció que arrendaría Airbus A321 configurados con 200 asientos para pasajeros y comenzaría vuelos con dos aviones a seis destinos europeos en el invierno de 2019-2020.  También se planeó que la librea de la aerolínea fuera roja. A finales de 2019, Play tenía previsto servir inicialmente a seis destinos en Europa, que consisten en Alicante, Tenerife, Londres, París, Copenhague y Berlín. Había planes para introducir vuelos a cuatro destinos de América del Norte en la primavera de 2020. Play originalmente planeó comenzar sus operaciones con dos aviones Airbus A321 configurados para 200 asientos de pasajeros y agregar cuatro aviones más para el verano de 2020. En noviembre de 2020, la compañía había recibido un permiso de aterrizaje para solo tres aeropuertos, que consisten en Aeropuerto Internacional Londres Stansted, Aeropuerto Internacional Londres Gatwick y Aeropuerto Internacional de Dublín.
En abril de 2021, se anunció que un grupo formado por algunas de las empresas de inversión más grandes de Islandia y dos fondos de pensiones estaba proporcionando a PLAY cinco mil millones de coronas islandesas (40 millones de dólares).  También se confirmó que Birgir Jónsson reemplazaría a Arnar Már Magnússon como director general. En mayo de 2021, la aerolínea anunció el registro de su AOC, así como la adquisición de su primer avión, un Airbus A321neo anteriormente operado por la extinta aerolínea mexicana Interjet. Poco después, la aerolínea comenzó a vender billetes para sus primeros vuelos, cuyas operaciones se iniciaron con su vuelo inaugural desde el Aeropuerto Internacional Keflavík al Aeropuerto Internacional Londres Stansted el 24 de junio de 2021.  El mismo día de su vuelo inaugural, Play anunció una oferta pública inicial (OPI), buscando recaudar al menos $ 32 a 35 millones, después de lo cual sus acciones se negociarían en Nasdaq First North Growth Market de Islandia.

## Destinos
Play opera en la actualidad vuelos a los siguientes destinos:
| Países          | Destinos           | Aeropuertos                                                              | Notas      |
| --------------- | ------------------ | ------------------------------------------------------------------------ | ---------- |
| Alemania        | Berlín             | Aeropuerto de Berlín-Brandeburgo Willy Brandt                            |            |
| Alemania        | Düsseldorf         | Aeropuerto Internacional de Düsseldorf                                   | Estacional |
| Alemania        | Fráncfort del Meno | Aeropuerto de Fráncfort del Meno                                         |            |
| Alemania        | Hamburgo           | Aeropuerto de Hamburgo                                                   | Estacional |
| Alemania        | Múnich             | Aeropuerto Internacional de Múnich-Franz Josef Strauss                   |            |
| Austria         | Salzburgo          | Aeropuerto de Salzburgo                                                  | Estacional |
| Austria         | Viena              | Aeropuerto de Viena-Schwechat                                            |            |
| Bélgica         | Bruselas           | Aeropuerto de Bruselas                                                   | Estacional |
| Canadá          | Hamilton           | Aeropuerto Internacional de Hamilton-Munro                               |            |
| Canadá          | Montreal           | Aeropuerto Internacional Pierre Elliott Trudeau                          |            |
| Canadá          | Quebec             | Aeropuerto Internacional Jean-Lesage de Quebec                           |            |
| Canadá          | Toronto            | Aeropuerto Internacional de Toronto-Pearson                              |            |
| Croacia         | Pula               | Aeropuerto de Pula (inicia el 31 de mayo de 2025)                        | Estacional |
| Croacia         | Split              | Aeropuerto de Split                                                      | Estacional |
| Croacia         | Zagreb             | Aeropuerto de Zagreb-Pleso                                               |            |
| Dinamarca       | Aalborg            | Aeropuerto de Aalborg (inicia el 7 de junio de 2025)                     | Estacional |
| Dinamarca       | Billund            | Aeropuerto de Billund                                                    | Estacional |
| Dinamarca       | Copenhague         | Aeropuerto de Copenhague-Kastrup                                         |            |
| Francia         | Brest              | Aeropuerto de Brest-Bretagne                                             |            |
| Francia         | Burdeos            | Aeropuerto de Burdeos-Mérignac                                           |            |
| Francia         | París              | Aeropuerto de París-Charles de Gaulle                                    |            |
| Francia         | París              | Aeropuerto de París-Orly                                                 |            |
| Grecia          | Atenas             | Aeropuerto Internacional Eleftherios Venizelos                           | Estacional |
| Islandia        | Reikiavik          | Aeropuerto Internacional de Keflavík                                     | HUB        |
| Irlanda         | Dublín             | Aeropuerto de Dublín                                                     |            |
| Italia          | Bolonia            | Aeropuerto de Bolonia                                                    | Estacional |
| Italia          | Verona             | Aeropuerto de Verona-Villafranca                                         | Estacional |
| Lituania        | Vilna              | Aeropuerto Internacional de Vilna                                        | Estacional |
| Marruecos       | Marrakech          | Aeropuerto de Marrakech-Menara (inicia el 17 de octubre de 2024)         | Estacional |
| Países Bajos    | Ámsterdam          | Aeropuerto de Ámsterdam-Schiphol                                         |            |
| Polonia         | Varsovia           | Aeropuerto de Varsovia-Chopin                                            | Estacional |
| Portugal        | Faro               | Aeropuerto de Faro (inicia el 12 de abril de 2025)                       | Estacional |
| Portugal        | Funchal            | Aeropuerto de Madeira (inicia el 15 de octubre de 2024)                  | Estacional |
| Portugal        | Lisboa             | Aeropuerto de Lisboa                                                     |            |
| Portugal        | Oporto             | Aeropuerto de Oporto-Francisco Sá Carneiro                               | Estacional |
| España          | Alicante           | Aeropuerto de Alicante-Elche Miguel Hernández                            |            |
| España          | Barcelona          | Aeropuerto Josep Tarradellas Barcelona-El Prat                           |            |
| España          | Fuerteventura      | Aeropuerto de Fuerteventura                                              | Estacional |
| España          | Gran Canaria       | Aeropuerto de Gran Canaria                                               | Estacional |
| España          | Madrid             | Aeropuerto Adolfo Suárez Madrid-Barajas                                  | Estacional |
| España          | Málaga             | Aeropuerto de Málaga-Costa del Sol                                       |            |
| España          | Palma de Mallorca  | Aeropuerto de Palma de Mallorca                                          | Estacional |
| España          | Tenerife           | Aeropuerto de Tenerife Sur Reina Sofía                                   |            |
| España          | Valencia           | Aeropuerto de Valencia (inicia el 24 de mayo de 2025)                    | Estacional |
| Estados Unidos  | Baltimore          | Aeropuerto Internacional de Baltimore-Washington                         |            |
| Estados Unidos  | Boston             | Aeropuerto Internacional Logan                                           |            |
| Estados Unidos  | Fort Lauderdale    | Aeropuerto Internacional de Fort Lauderdale-Hollywood                    |            |
| Estados Unidos  | Newburgh           | Aeropuerto Internacional Stewart                                         |            |
| Estados Unidos  | Washington D. C.   | Aeropuerto Internacional de Washington-Dulles                            |            |
| Reino Unido     | Cardiff            | Aeropuerto Internacional de Cardiff (cancela el 20 de noviembre de 2024) | Estacional |
| Reino Unido     | Liverpool          | Aeropuerto de Liverpool-John Lennon                                      | Estacional |
| Reino Unido     | Londres            | Aeropuerto de Londres-Stansted                                           |            |
| República Checa | Praga              | Aeropuerto de Praga                                                      | Estacional |
| Suecia          | Gotemburgo         | Aeropuerto de Gotemburgo-Landvetter                                      | Estacional |
| Suecia          | Estocolmo          | Aeropuerto de Estocolmo-Arlanda                                          | Estacional |
| Suiza           | Ginebra            | Aeropuerto Internacional de Ginebra                                      | Estacional |
| Turquía         | Estambul           | Aeropuerto de Estambul                                                   |            |

## Flota
La flota de Play consiste de las siguientes aeronaves:

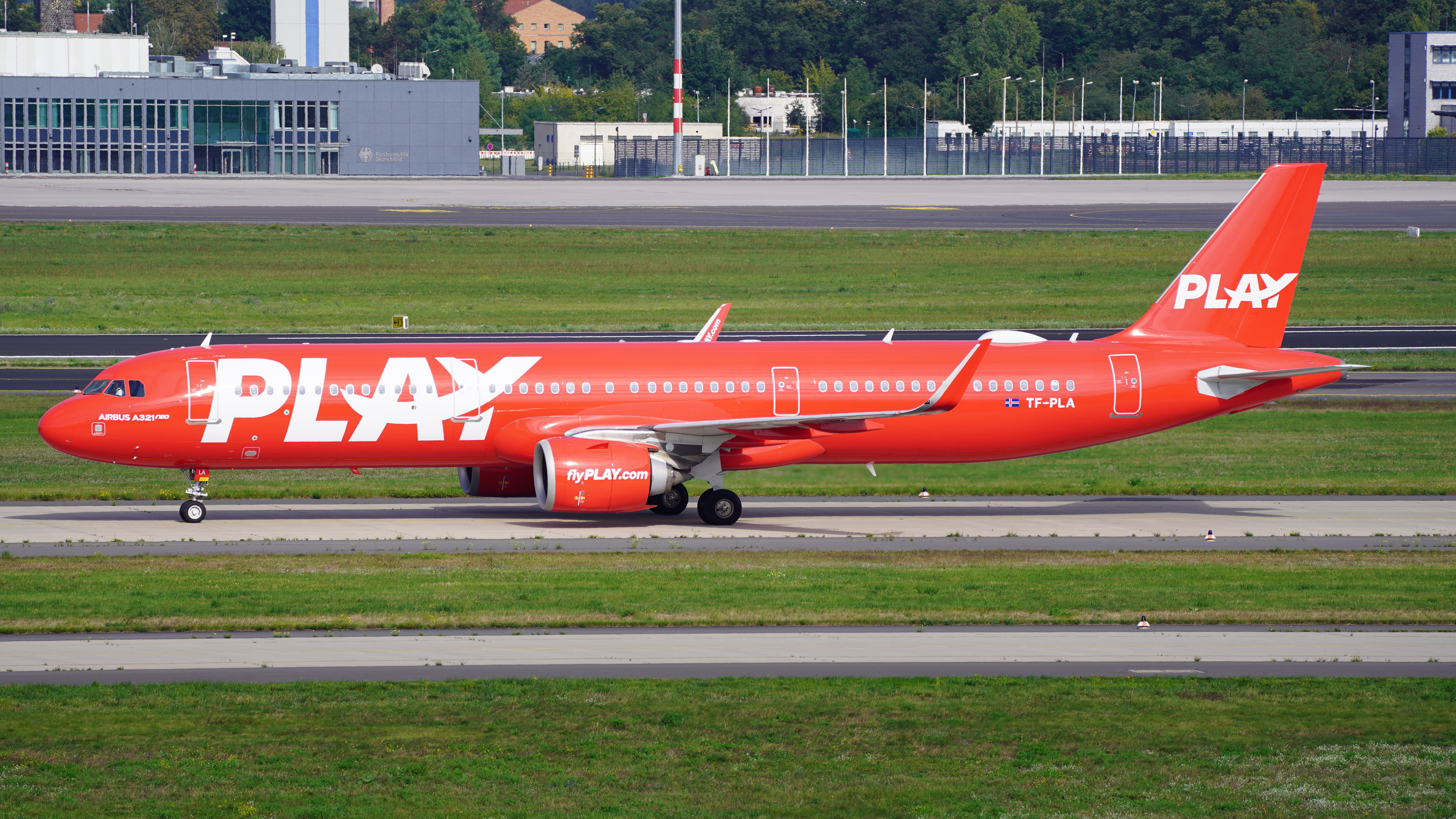
Airbus A321neo.

| Aeronaves | En servicio | Pedidos | Pasajeros (clase única)                             | Matrículas                                          | Antigüedad                                          |
| --------- | ----------- | ------- | --------------------------------------------------- | --------------------------------------------------- | --------------------------------------------------- |
| A320-251N | 6           | —       | 174                                                 | TF-PPD                                              | 7,5 años                                            |
| A320-251N | 6           | —       | 174                                                 | TF-PPA                                              | 4,5 años                                            |
| A320-251N | 6           | —       | 174                                                 | TF-PPB                                              | 4,1 años                                            |
| A320-251N | 6           | —       | 180                                                 | TF-PPC                                              | 2 años                                              |
| A320-251N | 6           | —       | 180                                                 | TF-PPE                                              | 2 años                                              |
| A320-251N | 6           | —       | 180                                                 | TF-PPF                                              | 1,6 años                                            |
| A321-251N | 4           | —       | 214                                                 | TF-PLA                                              | 6,7 años                                            |
| A321-251N | 4           | —       | 214                                                 | TF-PLB                                              | 6,5 años                                            |
| A321-251N | 4           | —       | 214                                                 | TF-AEW                                              | 6,4 años                                            |
| A321-251N | 4           | —       | 214                                                 | TF-PLC                                              | 1,4 años                                            |
| Total     | 10          | —       | Edad media de la flota (octubre de 2024): 4,3 años. | Edad media de la flota (octubre de 2024): 4,3 años. | Edad media de la flota (octubre de 2024): 4,3 años. |